# Ann-Sofi Noring
Ann-Sofi Noring, född 12 januari 1955 i Växjö, är en svensk kurator och museikvinna.
Hon tog studenten i Västerås dit familjen flyttade 1957, där hennes far tjänstgjorde som förste länsassessor vid Länsstyrelsen Västmanlands län. Åren 1976–1980 studerade Ann-Sofi Noring litteraturvetenskap och konstvetenskap på Uppsala universitet, där hon avlade kandidatexamen. Hon var konstsekreterare i Solna kommun 1980–1986 och ansvarig för Olle Olsson-huset i Hagalund. Åren 1986–1991 var Noring kurator på Riksutställningar. Hon var informationschef på Statens konstråd 1991–2001. 
Noring anställdes på Moderna museet 2001 och har varit chefskurator samt, sedan november 2010, vice museichef. Hon var tillförordnad överintendent 2018–2019.
Hon blev hedersledamot i Konstakademien 2017 och vice preses 2019. Hon utnämndes 2017 till ordförande för Bildkonstnärsfonden och vice ordförande i Konstnärsnämndens styrelse.